# Will Hernandez
William „Will“ Hernandez (* 2. September 1995 in Las Vegas, Nevada) ist ein US-amerikanischer American-Football-Spieler auf der Position des Guards. Aktuell steht er bei den Arizona Cardinals unter Vertrag. Zuvor spielte Hernandez vier Jahre lang für die New York Giants.

## Frühe Jahre
Hernandez besuchte die Chaparral High School in seiner Geburtsstadt. Dort spielte er in der Footballmannschaft sowohl als Guard als auch in der Defensive Line. Teilweise wurde er sogar als Kicker eingesetzt. Alleine in seinem letzten Jahr in der Highschool verzeichnete er 42 Tackles, 8 Sacks, eine Interception und 5 erzwungene Fumbles. Aufgrund dieser Leistungen wurde er ins First-Team All-Conference gewählt, sowohl in der Offense als auch in der Defense. Neben der Footballmannschaft war er auch noch im Wrestling- und Leichtathletikteam seiner Schule aktiv. Nach seinem Highschoolabschluss erhielt er ein Stipendium der University of Texas at El Paso, für die er von 2013 bis 2017 spielte. Nachdem er in seinem ersten Jahr noch geredshirted worden war, spielte er von 2014 bis 2017 in allen 49 Spielen für seine Universität als Left Guard. Er zeigte gute Leistungen und wurde zweimal ins Second-Team All-American von der AP berufen, außerdem wurde er 2017 ins First-Team All-C-USA gewählt.

## NFL

### New York Giants
Im NFL-Draft 2018 wurde Hernandez in der 2. Runde an 34. Stelle von den New York Giants ausgewählt. Damit war er der zweite gedraftete Guard seines Jahrgangs nach Quenton Nelson von den Indianapolis Colts. Sein NFL-Debüt gab Hernandez am 1. Spieltag der Saison 2018 bei der 15:20-Niederlage gegen die Jacksonville Jaguars. Hernandez wurde direkt Stammspieler als Left Guard und spielte in jedem Spiel der Saison 2018 über die volle Distanz. Nach der Saison wurde er ins PFWA All-Rookie Team gewählt. Auch 2019 war er unumstrittener Stammspieler. Am 29. Oktober 2020 wurde bekannt, dass Hernandez sich mit dem Coronavirus infiziert hatte. Infolgedessen verpasste er am 8. Spieltag der Saison 2020 sein erstes Spiel für die Giants. Ab dem 10. November 2020 gehörte er wieder zum Spieltagskader der Giants, allerdings nicht mehr zur Startformation. Für die restliche Saison wurde er nur noch als Backup für Shane Lemieux eingesetzt. In der Saison 2021 wurde er schließlich wieder Stammspieler bei den Giants und wurde zumeist als Right Guard eingesetzt. Am 6. Spieltag konnte er bei der 11:38-Niederlage gegen die Los Angeles Rams einen Fumble seines Quarterbacks im allerersten Spielzug recovern. Insgesamt war er in allen 17 Saisonspielen Starter für sein Team.

### Arizona Cardinals
Im März 2022 unterschrieb Hernandez einen Einjahresvertrag bei den Arizona Cardinals. Dort etablierte er sich auch auf Anhieb als Stammspieler in der Offensive Line der Cardinals. Im November verpasste er jedoch aufgrund einer Muskelverletzung mehrere Spiele. Nach der Saison unterschrieb er im März 2023 einen weiteren Vertrag über zwei Jahre bei den Cardinals. In der Saison 2023 blieb er Stammspieler als rechter Guard der Cardinals. Am 5. Spieltag der Saison 2024 zog sich Hernandez jedoch beim 24:23-Sieg gegen die San Francisco 49ers eine schwere Knieverletzung zu, aufgrund der er die restliche Saison verletzungsbedingt verpasste. Nach Ende der Saison lief sein Vertrag bei den Cardinals aus und er wurde ein Free Agent.
Nachdem er sich von seiner Verletzung erholt hatte, nahm Hernandez im August 2025 am Training der Arizona Cardinals teil und unterschrieb am 7. August 2025 einen neuen Vertrag über ein Jahr.